# آواتار: آخرین بادافزار (مجموعه تلویزیونی)
آواتار: آخرین بادافزار (به انگلیسی: Avatar: The Last Airbender) مجموعهٔ تلویزیونی فانتزی ماجراجویی است. این سریال اقتباسی لایو اکشن از یک مجموعه تلویزیونی پویانمایی به همین نام (۲۰۰۵–۲۰۰۸) است و نخستین بار در سپتامبر ۲۰۱۸ اعلام شد. آلبرت کیم به عنوان شورانر سریال فعالیت کرده‌است و گروهی از بازیگران شامل گوردون کورمیر، دالاس لیو، گیاوندیو تاربل، ایان اوسلی، پل سان-هیونگ لی، الیزابت یو و دنیل دای کیم در آن نقش‌آفرینی می‌کنند.
آواتار: آخرین بادافزار در ۲۲ فوریهٔ ۲۰۲۴ به‌وسیلهٔ نتفلیکس آغاز به پخش کرد و شامل هشت قسمت است. این مجموعه نقدهای مختلطی از سوی منتقدان دریافت کرد.

## طرح داستان
داستان سریال مانند انیمیشن آواتار: آخرین بادافزار در دنیایی آسیایی و جنگ‌زده می‌گذرد که در آن افراد خاصی می‌توانند یکی از چهار عناصر چهارگانه — آب، خاک، آتش یا هوا را «به اَفزارِش» درآورند. آنگ به عنوان «آواتار»، «پلی» میان دنیای انسان‌ها و ارواح است، و تنها شخصی است که می‌تواند هر چهار عنصر را به تسلط درآورد. «آواتار» تعادل جهان و طبیعت را برای ایجاد صلح حفظ می‌کند. به عنوان «آواتار»، آنگ وظیفه دارد جهان را از جنگ بی‌رحمانهٔ «ملت آتش» آزاد کند. آنگ با همراهان جدیدش، کاتارا و ساکا، تصمیم می‌گیرد تا بر عناصر تسلط یابد، اما توسط زوکو، شاهزادهٔ تبعیدی «ملت آتش» تعقیب می‌شود، که به دنبال دستگیری «آواتار» برای بازپس‌گیری افتخار و آبروی خود است.

## بازیگران و شخصیت‌ها

### اصلی
- گوردون کورمیر در نقش «آواتار» آنگ: یک بادافزار دوازده ساله با روحیهٔ آزاد که به مدت صد سال زنده در کوه یخ حبس شده‌بود. هنگامی که او از خواب بیدار می‌شود، تمام بادافزاران دیگر توسط «ملت آتش» از بین رفته‌اند و او در تلاش برای پایان‌دادن به جنگ و تبدیل‌شدن به شخصیت تعادل و هماهنگی برای جهان به عنوان «آواتار» است.[۵]
- گیاوندیو تاربل در نقش کاتارا: یک نوجوان چهارده ساله که پس از کشته‌شدن مادرش توسط «ملت آتش»، به آخرین شخص از قبیلهٔ خود تبدیل می‌شود که می‌تواند عنصر آب را به تسلط خود درآورد. علیرغم تراژدی شخصی‌اش، او در سفر به آنگ می‌پیوندد و در عین حال به پتانسیل واقعی خود می‌رسد.[۵]
- ایان اوسلی در نقش ساکا: برادر شانزده سالهٔ کاتارا که پس از رفتن پدرشان به جنگ، رهبریِ قبیله را بر عهده گرفته‌است. او به همراه کاتارا در مأموریت خود به آنگ می‌پیوندد و توانایی تسلط بر عناصر را ندارد، اما فردی باهوش و با تدبیر است و از بومرنگ قابل اعتماد خود استفاده می‌کند.[۵]
- دالاس لیو [en] در نقش شاهزاده زوکو: ولیعهد شانزده ساله و تبعیدشده که به دنبال دستگیری «آواتار» برای بازپس‌گیری افتخار خود است.[۵]
- پل سان-هیونگ لی [en] در نقش ژنرال آیرو: یک ژنرال بازنشستهٔ «ملت آتش» و عموی دانا و پرورش‌دهنده و مربی زوکو.[۶]
- الیزابت یو در نقش پرنسس آزولا: شاهدختی حیله‌گر و با استعداد از «ملت آتش» و خواهر کوچکتر شاهزاده زوکو.[۷]
- دنیل دای کیم در نقش پادشاه آتش اوزای: فرمانروای ظالم «ملت آتش» و پدر شاهزاده زوکو و پرنسس آزولا. کیم قبلاً صداپیشگی ژنرال فانگ را در سریال پویانمایی بر عهده داشت.[۸]

### تکرارشونده
- ماریا ژانگ در نقش سوکی: رهبر سربازان نخبهٔ تمام‌زن جزیره کیوشی، و فرد مورد علاقهٔ سوکا.[۷]
- کن لئونگ در نقش فرمانده ژائو: افسر نیروی دریایی «ملت آتش»؛ فردی جاه‌طلب، در عین حال متکبر، بی‌رحم و پَست، و رقیب اصلی زوکو در تعقیب «آواتار».[۶]
- لیم کی سیو [en] در نقش گیاتسو: یک راهب شاد، مهربان و دلسوز از ایر نوماد که مرشد و شخصیت پدرگونه‌ای برای آنگ است.[۶]
- ایوان چپمن [en] در نقش «آواتار» کیوشی: «آواتار» افسانه‌ای که بر عنصر زمین تسلط دارد که پس از «آواتار» روکو به این مقام دست‌یافته‌است.[۷]
- تاملین تومیتا در نقش یوکاری: مادر سوکی و شهردار شدیداً محافظ دهکده کوچکش در جزیره کیوشی.[۷]
- کیسی کمپ-هورینک در نقش خانم بزرگ: مادرسالار قبیلهٔ آب جنوبی[الف] و مادربزرگ کاتارا و ساکا.[۷]
- سی‌اس لی در نقش «آواتار» روکو: مربی وانگ که بر عنصر آتش تسلط دارد.[۹]
- آ مارتینز در نقش پاکو: یک استاد با تسلط بر عنصر آب از قبیلهٔ آب شمالی[ب] که به عنوان معلم آنگ خدمت می‌کند.[۱۰]
- امبر میدتاندر در نقش پرنسس یوئه: شاهدخت قبیلهٔ آب شمالی و فرد مورد علاقهٔ ساکا.[۱۱]
- دنی پودی در نقش مکانیک: یک پدر مجرد و مخترع از پادشاهی زمین[پ].[۱۲]
- اوتکارش آمبودکار در نقش پادشاه بومی: پادشاه مسن اوماشو که قدیمی‌ترین دوست آنگ است.[۱۳]
- جیمز سی در نقش تاجر کلم: یک تاجر بدبخت کلم که معمولاً محصولش دائماً نابود می‌شود.[۱۴]
- رینبو دیکرسون [en] در نقش کیا: مادر ساکا و کاتارا.[۱۵]
- جوئل مونتگراند در نقش هاکودا: پدر ساکا و کاتارا.[۱۶]
- آردن چو در نقش ژوئن: شکارچی جایزه.[۱۷][۱۸]
- مومونا تامادا در نقش تای لی: دوست آکروباتیک پرنسس آزولا که توانایی مهارکردنِ «چی» را دارد.[۱۹][۲۰]
- جوئل اولت [en] در نقش هان: یک سرباز مغرور قبیلهٔ آب شمالی که با پرنسس یوئه نامزد کرده‌است.[۲۱][۲۲]
- ناتانیل آرکاند در نقش آرنوک: رئیس قبیله آب شمالی.[۲۳]
- میگوون فیبربردر [en] در نقش «آواتار» کوروک: «آواتار» قبیلهٔ آب شمالی پیش از کیوشی.[۲۴]
- آیرین بدارد در نقش یاگودا: شفادهنده‌ای از قبیلهٔ آب شمالی.[۲۵]

## قسمت‌ها
| شم. | عنوان       | کارگردان     | نویسنده | تاریخ پخش اصلی |
| --- | ----------- | ------------ | --- | -------------- |
| ۱   | «آنگ»       | مایکل گوی    | نمایشنامۀ تلویزیونی : آلبرت کیم و مایکل دانته دی‌مارتینو و برایان کونیتزکو                                                   | ۲۲ فوریه ۲۰۲۴  |
| ۲   | «جنگجویان»  | مایکل گوی    | جاشوا هیل فیالکو | ۲۲ فوریه ۲۰۲۴  |
| ۳   | «اوماشو»    | جبار رایزانی | کریستین بویلان | ۲۲ فوریه ۲۰۲۴  |
| ۴   | «در تاریکی» | جبار رایزانی | کیلی مک دونالد | ۲۲ فوریه ۲۰۲۴  |
| ۵   | «شهر اشباح» | روزان لیانگ  | گابریل لاناس | ۲۲ فوریه ۲۰۲۴  |
| ۶   | «نقاب‌ها»    | روزان لیانگ  | داستان : اوبا محمد و برایان کونیتزکو و مایکل دانته دی مارتینو نمایشنامۀ تلویزیونی : امیلی کیم و هانتر ریس و برایان کونیتزکو | ۲۲ فوریه ۲۰۲۴  |
| ۷   | «شمال»      | جت ویلکینسون | آدری ونگ کندی | ۲۲ فوریه ۲۰۲۴  |
| ۸   | «افسانه‌ها»  | جت ویلکینسون | آلبرت کیم | ۲۲ فوریه ۲۰۲۴  |

## انتشار
آواتار: آخرین بادافزار در ۲۲ فوریهٔ ۲۰۲۴ از طریق نتفلیکس پخش شد.

## بازخورد
در وبگاه راتن تومیتوز، ۶۰٪ از ۵۵ بررسی منتقدین مثبت است. اجماع این وبگاه چنین می‌نویسد: «آواتار: آخرین بادافزار نقطهٔ ورود لایو-اکشن قابل اطمینانی به‌سوی این فرنچایز محبوب است، اگرچه فقط هرازگاهی جادوی منبع اصلی را در خاطره زنده می‌کند.» این مجموعه در متاکریتیک، که از میانگین وزنی استفاده می‌کند، بر اساس نظر ۲۶ منتقد امتیاز ۵۶ از ۱۰۰ را کسب کرده که نشان‌گر «نقدهای مختلط یا متوسط» است.